# Primum non nocere
„Primum non nocere“—prvo ne škoditi - latinski, ili prvo ne učiniti štetu, ili koristiti, ili barem ne nauditi, ili ne činiti zlo (грч. Μὴ βλάπτειν),  jedno je od najstarijih etičkih principa antičke medicinske prakse koji je ustanovio Hipokrat (oko 460. do oko 377. p. n. e.),  sa ostrva Kosa. Pored ovog principa na njega se nadovezuje još jedan Hipokratov stav priroda ozdravljuje, lekar leči. I pored toga što je ovaj stav strogo individualističko i uključuje samo odnos lekar – pacijent i lekar – lekar, zanemarujući šire značenje zajednice, i danas ima svojih vrednost u medicinskoj etici.

## Istorijat
Ne škoditi—primum non nocer, kao princip, temelji se na visoko etičkim normama koje se odražava u Hipokratovom odnosu prema njegovim bolesnicima. Interes i dobrobit bolesnika za njega su bili prvenstveni i glavni ciljevi, tokom lekarskog rada, koje je on ugradio u osnovne tekovine humane medicinske prakse. Istorijski gledano može se reći da je velika Hipokratova zasluga što je svojim principima položio temelje medicinskoj etici koja je, gotovo neizmenjena, zadržala svoje značenje i svoje vrednosti, do današnjeg dana.·
Ovaj etički principi „ne nauditi ili ne činiti zlo“ formulisan je i u slavnoj Hipokratovoj zakletvi koja je na čelu njegovih dela i kojom su se zaklinjali i još se uvek zaklinju svi oni koji svoj radni i životni vek posvećuju lekarskom pozivu, mada po tom pitanju ima i suprotstavljenih stavovova.
Frankena (Wiliem Frankena) analizirajući u svojoj etici, jednostranost ovog principa, zamenio je mesta i prvi princip stavio pod drugi: tako da je (moralna) norma prvog – ne činiti zlo, ne nauditi drugome – samo jedna od četiri hijerarhiski ustrojene norme koje čine principe dobročinstva: ostale tri su; 
- dužnost je sprečiti zlo ili štetu,
- dužnost je ukloniti zlo ili štetu
- dužnost je činiti dobro

## Osnovne postavke
Po principu primum non nocere,  lekar ima moralnu obavezu da predano služi najboljim interesima svog pacijenta i jedan je od najznačajnijih etičkih načela u medicini. Ovaj načelo obavezuje lekara da vodi računa, pre svega, da ne naškodi svom pacijentu. Tamo gde on to ne može sa sigurnošću postići, zbog određenog rizika povezanog sa lečenjem ili nekom drugom intervencijom, od lekara se traži da brižljivo proceni moguće koristi i rizike po pacijenta, pa da na osnovu toga donosi odluke.
Poštovanje života, poštovanje prava na život svih ljudskih bića jedan је od bazičnih etičkih načela za medicinu, ali i ne samo za nju. Uobičajeno je da se govori o svetosti života, tj.neprikosnovenom pravu čoveka na život iz čega se izvlači i načelo o zabrani oduzimanja života odnosno ubijanja. U novije vrieme, pored prava na život svih ljudskih bića, iznosi se i njihovo pravo na viši kvalitet života, a to uključuje, između ostalog, i pravo, ne samo, na zaštitu zdravlja, već i pravo na
unapređenje zdravlja. Iz ovog fundamentalnog etičkog načela proizlazi čitav niz etičkih stavova u medicini koji se tiču, recimo, eutanazije, suicida, abortusa, smrtne kazne itd.
U vršenju svoje dužnosti lekar mora poštivati kako moralne tako i pravne obaveze. Narušavanje tih obaveza dovodi do moralne i/ili pravne odgovornosti. Moralnu odgovornost razmatraju odgovarajući etički komiteti i sudovi časti lekarskih udruženja, komora i sl. Oni izriču i sankcije koje mogu ići do isključenja iz profesionalne organizacije i oduzimanja prava na bavljenje profesijom. Kršenje pravnih propisa razmatraju odgovarajući sudovi. Tako, na primjer, zbog namerno ili nenamerno nanete štete pacijentu, medicinski radnik može snositi imovinsko-pravnu odgovornost. Do toga najčešće dolazi nakon nestručnih intervencija iz neznanja (vitium artis), povreda načela humanosti specifičnih za medicinu i nesmotrenosti odnosno nemarnosti. 
Lekar, međutim, neće odgovarati zbog nepoštovanja principa primum non nocere zbog pnemoći medicine, recimo kada je u toku lečenja, postupio lege artis, tj. onako kako to struka nalaže. Takođe povreda propisa Krivičnog zakona dovodi do krivično-pravne odgovornosti, što se obično dešava zbog nepružanja pomoći, kriminalnog abortusa, neovlaštenog otkrivanja tajne, seksualnih delikata odnosno zloupotrebe, izdavanja lažnih uvjerenja i slično. Zbog toga, medicinski radnik mora dobro poznavati i pozitivne zakonske propise koji se tiču njegovog rada, kako ne bi narušio osnovni etički princip medicine  primum non nocere“.

## Spoljašnje veze
- Primum Non Nocere and the Hippocratic Oath
- Primum Non Nocere